# .500 S&W
.500 S&W ist eine Revolvermunition mit einem Kaliber von 12,7 mm wie bei der Pistolenmunition .50 Action Express, das die Firma CORBON im Auftrag von Smith & Wesson für ihren Model 500 Revolver entwickelt hat.

## Bezeichnung
Im deutschen Nationalen Waffenregister (NWR) wird die Patrone unter Katalognummer 664 unter folgenden Bezeichnungen geführt (gebräuchliche Bezeichnungen in Fettdruck)
- .500 S&W (Hauptbezeichnung)
- .500 Corbon

## Verbreitung
Nur eine Handvoll Waffenmodelle wurden vorgestellt, die für dieses massive Magnum-Kaliber ausgelegt waren, einschließlich der X-Frame S&W Model 500 von Smith & Wesson, der Biggest, finest revolver, der Taurus Raging Bull und der deutsche Janz JTL-E 500. Jede der Waffen fasst nur fünf Schuss, da die Revolvertrommel ansonsten unpraktisch groß und schwer ausgefallen wäre.

## Leistungsdaten
Es ist eines der stärksten Faustfeuerwaffen-Kaliber, das in Serie hergestellt wird. Mit einem 400-grain-Geschoss erreicht das Geschoss eine Mündungsgeschwindigkeit von etwa 490 m/s, mit einem 325-grain-Geschoss sogar eine Geschwindigkeit von 549 m/s. Mit den jeweiligen Patronen wird eine Mündungsenergie von über 3100 Joule erreicht.
Im Vergleich zur .460 S&W Magnum (v0 ca. 650 m/s) ist die .500 Smith & Wesson rund 100 Joule stärker, aber bedeutend langsamer, was die .460 präziser macht für Distanzen zwischen 100 und 200 m.

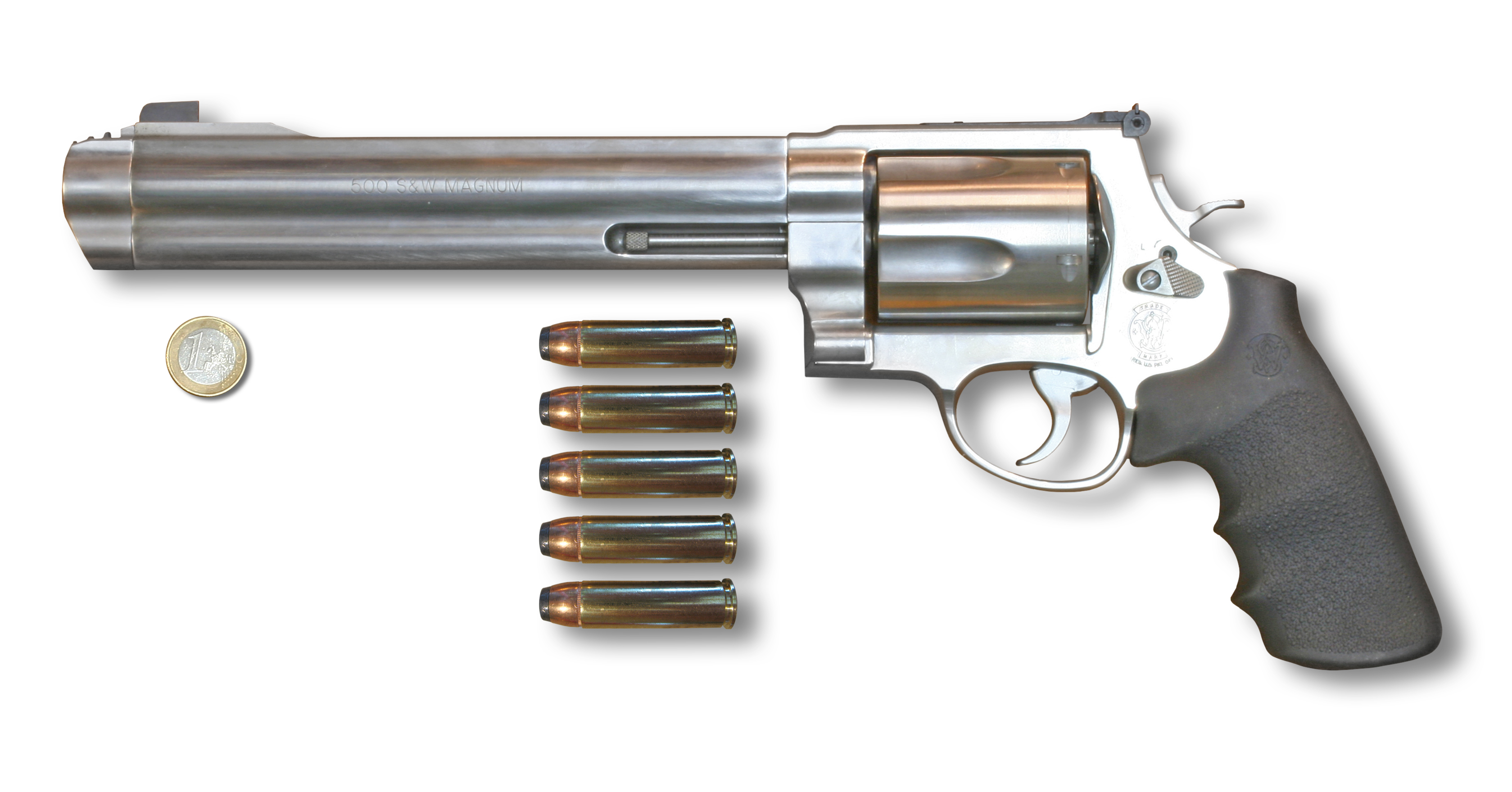
Revolver Smith & Wesson Model 500
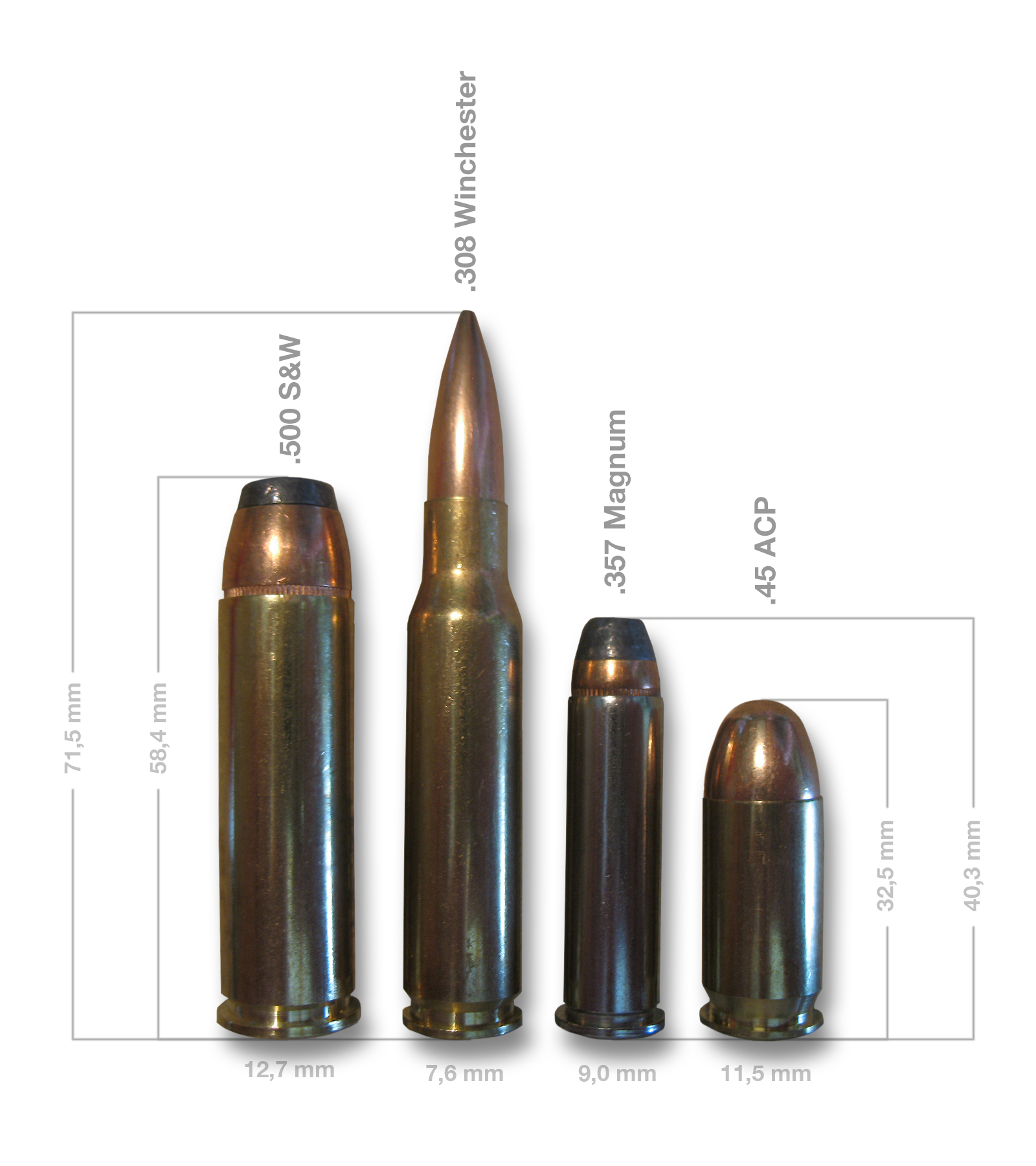
Eine .500 S&W (links im Bild) im Vergleich zu einer .308 Winchester, einer .357 Magnum und einer .45 ACP